# Robin Hood

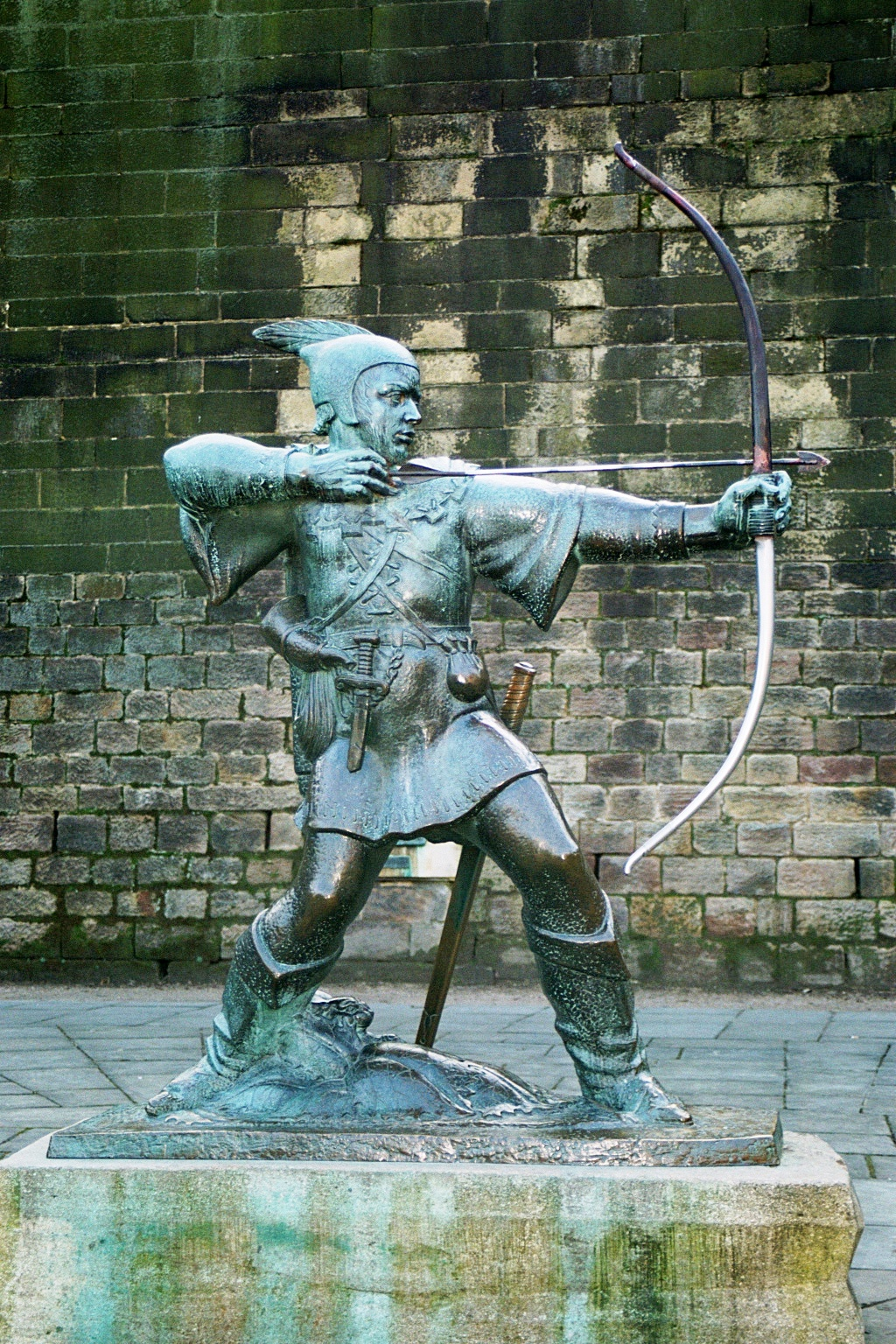
Pomník Robina Hooda před zámkem v Nottinghamu

Robin Hood je literární postava, archetyp anglického lidového hrdiny, lučištníka a zbojníka,  který bohatým bere a chudým dává. Podle pověsti žil se svojí družinou v lese Sherwoodu nedaleko Nottinghamu v době zajetí krále Richarda Lví srdce, tedy na přelomu 12. a 13. století. Středověká legenda se rozšířila po Anglii a posléze ve velké části světa na základě dětské knížky The Merry Adventures of Robin Hood (1883) amerického spisovatele Howarda Pyla.

## Historie Robina Hooda
Přímý doklad z doby jeho života neexistuje, ze středověku se dochovaly pouze krátké zmínky o jeho osobě už jako o lidovém hrdinovi. Mýtus byl tedy pravděpodobně tradován v ústní formě. Celková zpracování jeho života se objevují masově po vynálezu knihtisku. Od počátku 16. století je jeho osoba ztotožňována se šlechticem Robertem z Locksley.
Do doby zajetí Richarda Lví srdce byla legenda poprvé zasazena až koncem 16. století. Původní středověké balady kladly život hrdiny na přelom 13. a 14. století. Konečné ukotvení jeho příběhu v 90. letech 12. století je poměrně zřetelně ovlivněno známým románem Waltera Scotta Ivanhoe.
Osoba jeho družky Mariany, královy schovanky, má inspirační zdroj pravděpodobně v hrdince francouzské hry Jeu de Robin et Marion Adama de la Halle, která vznikla nejdříve koncem 13. století. Podobně jako postava Robina Hooda se role Mariany v pověsti proměňovala nejvíce během 19. a 20. století.
Německý spisovatel Bernd Ingmar Gutberlet uvádí, že skutečný Robin Hood vůbec nemusel být kladným hrdinou. Naznačují to zápisy z letopisného díla Scotichronicon (Skotská kronika) kronikáře Waltera Bowera (1385 – 1449) V něm je pozdější Robin Hood označen jako chladnokrevný hrdlořez.
Britský historik Sean McGlynn přišel v březnu roku 2013 s novou "hoodovskou" teorií. Tento zbojník se prý skutečně na území Británie 13. století pohyboval. Nejednalo se o žádného mírumilovného okradeného šlechtice, jak uvádí legenda, ale o nebezpečného vraha. Jeho jméno mělo být William z Kenshamu. William byl údajně také vynikající lučištník, schovával se v lesích, byl vůdcem skupiny zbojníků a okrádal bohaté. Velkou většinu toho, co uloupil, si samozřejmě nechal a nerozdal vše hned chudým jako Robin Hood. I když to byl vrah a kriminálník, vracel místním lidem majetek, který jim zabrali Francouzi. Chtěl si tak místní přiklonit na svou stranu a věřil, že mu za to budou v jeho partyzánství pomáhat. 

## Obsah legendy
Robert z Locksley byl středověký šlechtic, který se za vlády Richarda Lví srdce vracel z křižáckých výprav zpět do rodné Anglie jako válečný veterán. V Anglii ale přišel o všechen svůj majetek, jejž mu uloupil princ Jan Bezzemek. Princ měl také svého osobního "našeptávače". Byl jím nottinghamský šerif. Proto Robert odešel z Nottinghamu do Sherwoodského lesa, kde se seznámil se skupinou uprchlíků. Mezi nimi si také našel přátele – Malého Johna a zavalitého mnicha Tucka. Vynikal v lukostřelbě. Po celé Anglii se povídalo, že nikdo nestřílí lépe než on. Uprchlíci si Roberta zvolili za svého vůdce a začali mu říkat Robin Hood. Dále byl v kontaktu se synovcem Willem, Willem Scarletem…
Hoodova skupina začala okrádat zbohatlé šlechtice a obchodníky, kteří projížděli Sherwoodem. Lesem totiž vedla hlavní obchodní stezka. Aby rozhněvali šlechtu, rozhazovali zbojníci uloupené zlato chudým. Tímto si vysloužili status zločinců a psanců. Na Hoodovu hlavu nechal nottinghamský šerif vypsat tučnou odměnu.
Hood se také tajně zúčastnil slavné Nottinghamské lukostřelecké soutěže. Aby ho šerif s princem nepoznali, převlékl se za chudáka a vyhrál stříbrný šíp. Po této lukostřelecké soutěži utekla Mariana, která byla do zbojníka zamilovaná, do Sherwoodu za Robinem, kde je mnich Tuck oddal.
Robin Hood se opět stal majetným šlechticem, když se vrátil do Anglie král Richard Lví srdce. Majetek mu byl vrácen a on mohl odejít z Sherwoodského lesa.
Jeho život podle legendy nakonec ukončila matka představená z rozpadajícího se kláštera. Dala mu nápoj, po kterém Robin usnul, a ona mu ve spánku podřezala žíly. Když se probudil, byl na pokraji sil a zatroubil na svůj roh o pomoc. Na pomoc mu přišel jeho věrný přítel Malý John. Už se ale nedalo nic dělat, Hood ztratil velké množství krve. Věděl, že je jeho osud zpečetěn. Poprosil proto Malého Johna, aby mu pomohl natáhnout tětivu jeho luku, a tam, kam jeho poslední šíp dopadne, bude chtít být pohřben. Po vystřelení šípu vydechl naposledy. Jeho družina mu vystrojila nádherný pohřeb. Tam, kam dopadl jeho šíp, byl skutečně pochován, a na jeho mohylu byl položen kámen, na kterém dodnes stojí: ZDE ODPOČÍVÁ ROBIN HOOD. CHUDÝ SE PŘED NÍM KLANĚL, BOHÁČ SE HO BÁL.
Nottinghamský šerif po zbojnících dál nešel. Každý se vydal svou cestou.

## Literární zpracování
- William Langland – Vidění o Petru Oráči (konec 14. století, první výskyt v literatuře)
- Howard Pyle – Robin Hood
- Alexandre Dumas starší – Robin Hood

## Filmová a televizní zpracování
- Film The Adventures of Robin Hood (1938, v hlavní roli Errol Flynn)
- Film Robin Hood: král zbojníků (Robin Hood: Prince of Thieves, 1991, v hlavní roli Kevin Costner)
- Film Robin Hood (1991, v hlavní roli Patrick Bergin)
- Seriál Robin Hood (Robin of Sherwood, 1984-1986)
- Seriál Robin Hood (Robin Hood (2006 TV series), 2006-2008)
- Film Robin a Mariana, britsko-americký film z roku 1976 režiséra Richarda Lestera.V hlavní roli Sean Connery.
- Film Robin Hood a Piráti, italský film z roku 1960, v hlavní roli Lex Barker
- Film Princezna zlodějů, americký film z roku 2001, v hlavní roli Keira Knightley. Snímek vypráví o údajné Robinově dceři Gwyn, která se zamiluje do syna anglického krále Richarda Lvího srdce, Filipa
- Film Robin Hood, britsko-americký film z roku 2010, v hlavní roli Russell Crowe
- Film Robin Hood, americký film z roku 2018, v hlavní roli Taron Egerton